# Первоцвет высокогорный
Первоцвет высокогорный, или первоцвет альпийский, или примула высокогорная, или примула альпийская (лат. Primula alpicola) — травянистое растение, вид рода Первоцвет (Primula). Аборигенный вид в Бутане и юго-восточном Тибете, где он произрастает в огромных количествах вдоль долины реки Ярлунг Цангпо рядом с первоцветом Флоринды (Primula florindae). Их места обитания почти никогда не пересекаются: P. florindae предпочитает более влажные почвы вблизи рек, уступая место P. alpicola на более сухих участках.

## Описание

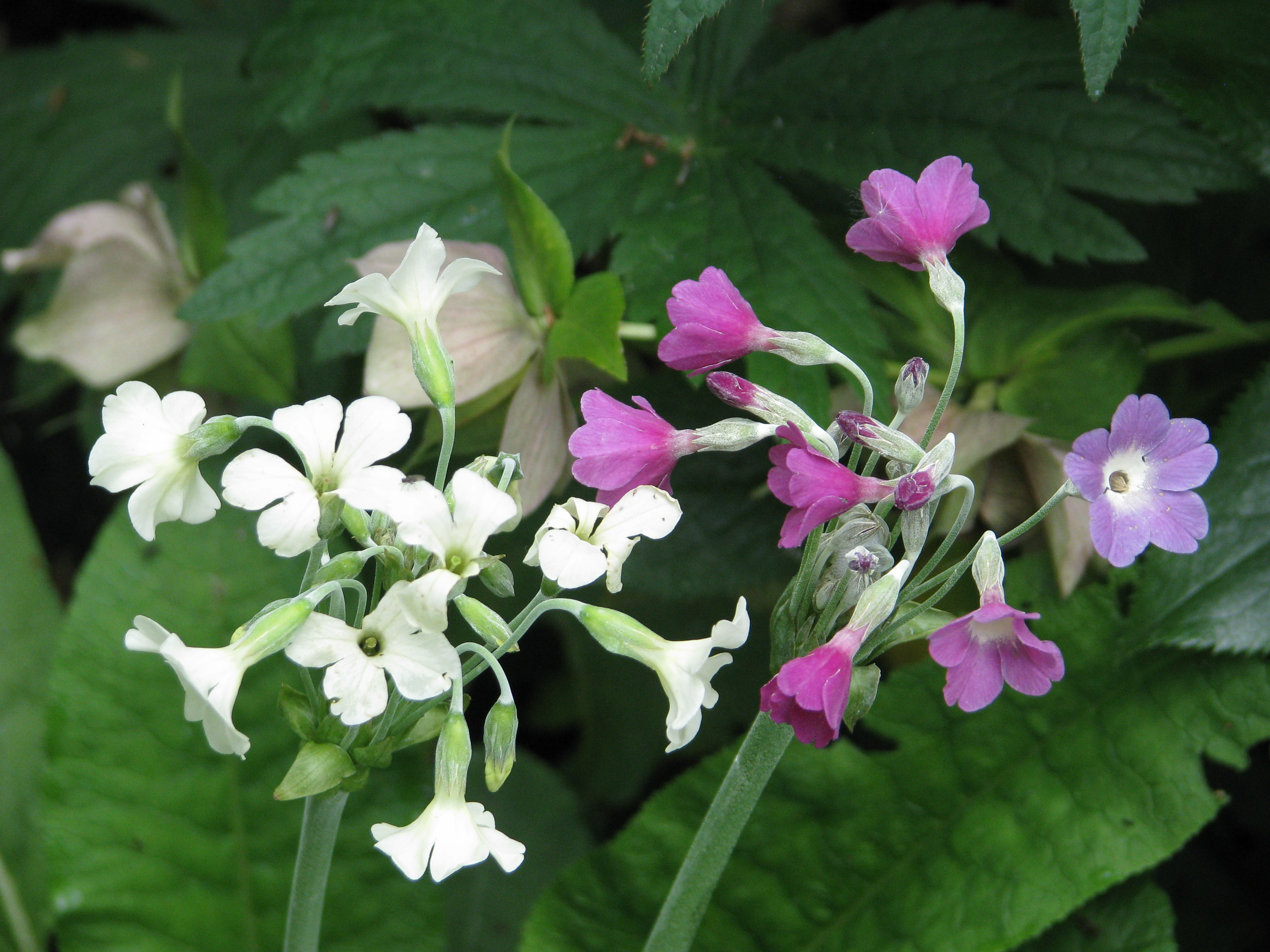
Два экземпляра первоцвета высокогорного с бледно-жёлтой окраской (luna) и пурпурной окраской (violacea)

Многолетнее травянистое растение высотой 15—50 см (изредка до 1 м) с множеством колокольчатых цветков. Растение не покрыто мучным налётом (efarinose) за исключением соцветий.
Листья образуют базальную розетку. Черешки почти такой же длины, как листовая пластинка, до 2-х длин. Форма листовой пластинки от продолговатой до эллиптической, 10—20 × 3—8 см, поверхность листа тонковолокнистая, абаксиально мелкожелезистая, адаксиально голая. Основание листа от усеченного до округлого, иногда сердцевидное, до коротко клиновидного, край листа от зубчатого до городчатого, верхушка округлая.
Цветоножка длиной 1–8 см, бледно-желтая, фаринозная (покрыта мучнистым налетом). Чашечка от выемчатой до трубчато-выемчатой.
Число хромосом 2n = 22.
Цветки могут быть разных цветов: белого, кремового, жёлтого и оттенков фиолетового. Иногда их называют разновидностями, например, var. violacea; однако в систематике есть значительная несогласованность. Кингдон-Уорд дал ему временное название Joseph's Sikkimensis в честь разноцветных одежд библейского Иосифа.

## Таксономия
Впервые экземпляр растения был собран для западного садоводства в 1926 году Фрэнком Кингдоном-Уордом и был описан как разновидность Primula microdonta Уильямом Райтом Смитом, но позже выделен в отдельный вид Отто Штапфом.

### Синонимы
По данным GBIF на январь 2024 года в синонимику вида Primula alpicola (W.W.Sm.) Stapf (1932). In: Bot. Mag. 155: T. 9276 входят 10 синонимов:
- = Aleuritia alpicola (W.W.Sm.) Soják
- = Primula alpicola subsp. luna (Stapf) W.W.Sm. & H.R.Fletcher
- = Primula alpicola subsp. luna Stapf
- = Primula alpicola subsp. violacea (Stapf) W.W.Sm.
- = Primula alpicola subsp. violacea Stapf
- = Primula alpicola var. alba W.W.Sm.
- = Primula alpicola var. luna (Stapf) W.W.Sm. & Fletcher
- = Primula alpicola var. violacea (Stapf) W.W.Sm.
- = Primula alpicola var. violacea Stapf
- ≡ Primula microdonta var. alpicola W.W.Sm.

## Применение
Используется как декоративное садовое растение. В культуре с 1926 года. Это растение выносливо на большей части территории Великобритании; культивируется даже в Мурманской области. Его можно приобрести в специализированных и крупных садовых центрах. Вид получил награду Королевского садоводческого общества «за выдающиеся садовые качества».